# Hong Kong Sports Institute
22° 23′ 41.88″ N 114° 12′ 07.44″ E / 22.3949667° С; 114.2020667° И
The Hong Kong Sports Institute (поједностављен кинески језик: 香港体育学院, традиционални кинески језик: 香港體育學院, пињин: Xiānggǎng Tǐyù Xuéyuàn), раније познат и као Hong Kong Equestrian Venues, је спортски институт који се налази у Ша Тину, Нове територије, Хонг Конг. Има мандат да пружа обуку спортистима, а такође нуди академске квалификације у области спортског тренинга. Институт спонзорише елитне спортисте и обучава их као стално запослене, на основу њиховог талента и потенцијала. Кампус се налази на обновљеном земљишту на обали реке Шинг Мун, поред тркалишта Ша Тин. У периоду од 1982. 1991. године носио је име Јубиларни спортски центар (ЈСЦ) (Jubilee Sports Centre).

## Историјат
Институт, који се тада звао Јубиларни спортски центар (ЈСЦ), био је замишљен да пружи „тренинге и обуку перспективних и изванредних спортиста врхунске класе, са акцентом на обуку младих људи и пружање великог броја активности и програма. Правилник о јубиларном спортском центру донесен је 1977. године. Сир Алберто Родригез, председник Управног одбора ЈСЦ, изјавио је 1977. године „не видимо да је било који спорт искључен“ и објаснио да је циљ био да се побољшају спортски стандарди на територији и да ће центар тражити квалификоване спортисте како би им омогућио даљу обуку.
Одабрана је локација од 41 хектар поред новог тркалишта Ша Тин, а изградњу су заједно финансирали Краљевски џокејски клуб Хонг Конга и влада Хонг Конга, уз додатну подршку Краљичиног фонда за сребрни јубилеј. Тако назван Јубиларни спортски центар отворио је принц Едвард, војвода од Кента 31. октобра 1982. године. Првобитно је њиме управљао Џокеј клуб.
До 1986. године Џокеј клуб је настојао да Јубиларни спортски центар и Оцеан Парк учини независним ентитетима, наводно по савјету владе да се усредсреде на тркачке активности након допинга и намјештања скандала и на сопствену политику клуба да „препусти руководеће одговорности независно тијело када пројекти које финансира клуб могу чврсто да стоје на ногама“. У то вријеме, Оцеан Парк је остваривао профит од око милион долара годишње, док је ЈСЦ пословао са дефицитом. Ове оперативне трошкове покрио је Џокеј клуб, највећа добротворна организација у Хонг Конгу. Финансијска контрола је пренијета са Џокеј клуба на управни одбор ЈСЦ, а клуб је исплатио центру грант од 350 милиона долара намјењен за покривање оперативних трошкова до 2007. године. До 1991. је објављено да је центар био на путу да исцрпи ова средства „знатно прије“ 2007. године.
Извршни савјет је 1989. године препоручио оснивање Одбора за развој спорта Хонг Конга да би се подстакао атлетски тренинг на тој територији и „предвидио да се, као подршка таквим циљевима, Јубиларни спортски центар развије у Хонгконшки спортски институт“. Секретар за унутрашње послове Петер Тсао подниоо је приједлог закона о промјени имена у Законодавном вијећу у фебруару 1991. године како би „тачније одразио његову улогу у промовисању спорта“. Центар је касније те године преименован у „Спортски институт Хонг Конга“.
Институт је био мјесто коњичких такмичења на Летњим олимпијским играма 2008. године. Да би направио мјесто за Олимпијске игре, спортски институт се привремено преселио у YMCA Wu Kai Sha Youth Village у јануару 2007. године, а Џокејски клуб Хонг Конга је преузео локацију како би је припремио за такмичење.

## Најновија проширења спортског комплекса
У периоду 2006-2007. године у издању обраћања о политици, извршни директор је најавио велику реконструкцију ХКСИ „како би се елитним спортистима у Хонг Конгу обезбједили објекти за обуку свјетске класе“. Влада је издвојила 1,8 милијарди долара за ову обнову 2008. године. Многи нови објекти су изграђени у годинама након тога, а постојећи објекти су реновирани.
Вањски велодром поред Фо Тан Нулах-а је размонтиран. На њеном мјесту подигнута је главна зграда на девет спратова за смјештај канцеларија, хостела за домаће и гостујуће спортисте, кантине, сале за конференције и предавања, сала за 400 места и додатних пратећих објеката. Главна зграда је отворена 2013. године. Да би се замјјенила бициклистичка стаза, изграђен је привремени велодром у Вајтхеду, Ву Кај Ша, који ће служити спортистима док се атворени велодром у Хонг Конгу не отвори у дијелу града Цеунг Кван О-у 2014. године.
Постојећем базену од 25 метара придружио се нови базен олимпијске величине, са два објекта интегрисана у један затворени комплекс. На сјеверном крају кампуса изграђен је нови вишенаменски спортски центар у коме се налази нова куглана, терени за сквош и центар за обуку борилачких вјештина. Архитекта за реконструкцију ХКСИ је био P&T Group ( Palmer and Turner Hong Kong).

## Галерија
- Улаз у спортски комплекс